# 桐生市立商業高等学校
桐生市立商業高等学校（きりゅうしりつ しょうぎょうこうとうがっこう）は、群馬県桐生市にある市立商業高等学校。通称は「桐商」（きりしょう）。

## 沿革
- 1940年（昭和15年） - 桐生市実践女子青年学校がとして創立。
- 1946年（昭和21年） - 桐生市立高等女学校と改名。
- 1948年（昭和23年） - 学制改革により桐生市立高等学校となり、普通・家庭・商業が設置された。
- 1951年（昭和26年） - 桐生市立商業高等学校が併設。
- 1953年（昭和28年） - 桐生市立高等学校が自然廃校となり桐生市立商業高等学校となる。

## 学校周辺
- 渡良瀬川
- 桐生大橋
- 美原通り
- 桐生市消防本部
- 桐生警察署
- 桐生市陸上競技場

## 部活動
男子バレーボール部は県内でもトップクラスの実力を誇り、全国大会の常連。
1999年（平成11年）には全国3位に輝いている。
硬式野球部の実績も近年上がってきており、2002年（平成14年）には武藤賢治監督のもと念願の甲子園初出場を果たす。
桐生市には、7つの硬式野球部を持つ高校があるが、桐商の甲子園出場は市内5校目であり、正に待望の初出場であった。一部新聞紙では桐生商業とも表記された。
男子バドミントン部は県内屈指の強豪校であり全国大会の常連校でもある。

## 著名な卒業生
- 井野口祐介（プロ野球選手・群馬ダイヤモンドペガサス）
- 須田忠雄（カチタス創業者、エンジェル投資家）
- 田面巧二郎（元プロ野球選手)
- TEAM BANANA（お笑いコンビ 〈東京吉本所属〉)
- 平山愛（女子ラグビー選手)